# بيرت براكيت
بيرت براكيت هو سياسي أمريكي، ولد في 17 أكتوبر 1944 في توين فولز في الولايات المتحدة. نشط حزبياً في الحزب الجمهوري. وقد انتخب عضو مجلس ولاية أيداهو ‏.